# Mit dem Chef nach Chenonceaux
Mit dem Chef nach Chenonceaux ist eine Kurzgeschichte von Alfred Andersch. Sie schildert den Wochenendausflug von drei deutschen Männern nach Frankreich, wo sie verschiedene Touristenziele besichtigen.

## Inhalt
Der Deutsche Doktor Honig reist mit seinem Chef Herrn Schmitz und dessen Chauffeur Jeschke nach Frankreich, um an einem verlängerten Wochenende die Kathedralen und Loire-Schlösser nach einem Abhaksystem zu besichtigen. So wird erwähnt, dass die drei an einem Tag „zwei Kathedralen und elf Schlösser gemacht“ hätten.
 Die Reise beginnt in Paris und endet im Loiretal, nachdem man zuvor Versailles, das nach Herrn Schmitz, „vergammelt sei“ besucht hatte. Der Chef fährt mit diesen negativen Kommentaren über den verfallenden Zustand der Bauten fort, während der Doktor die Architektur bewundert. So sagt Herr Schmitz, dass die Franzosen sich in ihrer Vergangenheit mit Bauten übernommen hätten, da sie nicht in der Lage waren, diese zu erhalten.
Während der Reise erkrankt Doktor Honig und wird von Herrn Schmitz besucht. Bei diesem Gespräch wird klar, dass Herr Schmitz, der bisher nur schlecht von den Bauten sprach, diese eigentlich verehrt – und es ihn schmerzt, diese vergammeln zu sehen. Andersch drückt es folgendermaßen aus:
„[…] Herrn Schmitz's Traum war ein Traum von funkelnden Fabriken und funkelnden Schlössern, eine Phantasmagorie aus glänzenden deutschen Fabriken und nagelneuen französischen Kathedralen […], glänzend und für alle Ewigkeit gemacht: Krefeld und Versailles.“
Schmitz sagte zuvor zu Honig, es sei „gut zu wissen, dass die heilige Johanna von irgendwem finanziert worden ist“ und etwas später, Honig solle ihm eine heilige Johanna zeigen, er würde sie finanzieren.
Als Honig Herrn Schmitz’ Beziehung zu den Bauwerken begreift, wird ihm klar, dass es keine heilige Johanna mehr gibt und dass sich „nirgends auch nur der kleinste Fetzen eines Mythos entdecken ließ, den Herr Schmitz hätte finanzieren können“.
Sie verlassen die Kathedrale von Bourges, wo sie ein Denkmal des Jacques Coeur, der die heilige Johanna finanzierte, besichtigt hatten und werden von Jeschke mit dem frisch gewienerten Wagen abgeholt, den der Doktor als Sarg bezeichnet.

## Form und Sprache
Die Sprache der Kurzgeschichte besteht aus langen Sätzen und besitzt keine Pointe als solche, sondern zielt auf eine Erkenntnis heraus.
Der Text besteht hauptsächlich aus Sätzen mit Satzeinschüben, sehr vielen Nebensätzen und ausführlichen Beschreibungen der Personen oder der Umgebung:
„Jeschke, hager und schwärzlich, sicherlich überzeugter Kartoffelesser, musterte finster die Platte, gab aber nach einigen Versuchen zu, die Leberwurst sei ausgezeichnet, was angesichts seiner sonstigen Schweigsamkeit bemerkenswert war und Herrn Schmitz veranlasste, seinen Appetit nicht weiter zu zähmen und sich Proben aus Jeschkes Hors d'oeuvre zu fischen; er forderte auch den Doktor auf, Jeschke zu entlasten, aber Honig zog es vor, seine Weinbergschnecken abzuwarten und, bis sie kamen, den beiden Männern zuzusehen: dem steif aufgerichteten dürren Jeschke, der keinen Knopf seiner grauen Livreejacke öffnete und mit der Gabel von oben her im Aufschnitt stockerte […]“
Die Satzstruktur verkürzt sich bei Dialogen, beispielsweise bei Meinungsverschiedenheiten zwischen Schmitz und dem Doktor:
„Gestern, in Versailles, war Herr Schmitz beinahe explodiert, als er den Zustand des Schlosses gesehen hatte. 'Nee', hatte er gemeint, 'so vergammeln darf man dat Ding nicht lassen.' Er nannte das Versailler Schloss 'dat Ding'. Der Doktor hatte etwas von delikater Patina gesagt, aber Herr Schmitz hatte den Einwand nicht gelten lassen.“

## Figuren

### Doktor Honig
Honig ist Mitarbeiter und Mitglied des Führungsstabes von Schmitz’ Firma. Er reist mit Schmitz nach Frankreich, obwohl er wie auch die anderen der Reisegesellschaft nicht Französisch spricht, was er als seine „grosse Bildungslücke“ bezeichnet. Wegen seines Interesses für die Kunst wird er von seinen Kollegen 'Kunst-Honig' genannt. Hönig lässt sich auf Diskussionen mit Schmitz über die Kunst ein. Nach Herrn Schmitz’ Aussage, versteht der Doktor mehr von Kunst als er selbst.

### Herr Schmitz
Schmitz ist Chef einer Textilfirma und reist mit Doktor Honig und seinem Chauffeur Jeschke nach Frankreich, um die dortigen Bauwerke zu besichtigen. Er äußert sich abwertend über die 'vergammelten' Gebilde. Dies, weil er nicht etwa die Bauten verabscheut, sondern weil er „es nicht ertrug, dass die Dinge, die er liebte, alt und dreckig geworden waren“.
Er ist wohlgenährt („in gesundes, festes Fett verpackt“) und hat eine Leidenschaft für gutes Essen. Er sei aber, so der Doktor, nicht dick, sondern ernähre sich nur vom Besten. Schmitz hasst 'Ja-Sager' und 'glatte Zustimmung'. Er fährt einen schwarzen „Dreikommazwo-Liter-BMW“  mit zitronenfarbener Lederpolsterung, was auf seinen ausgesuchten Geschmack hindeutet.

### Jeschke
Jeschke ist Schmitz’ Fahrer. Er wird als hager, schwärzlich und schweigsam beschrieben und ist misstrauisch gegenüber Unbekanntem. Er trägt eine graue Livreejacke.

## Deutung

### Beziehung zwischen Honig und Schmitz
Honig wird von Schmitz bezahlt, ist also von diesem abhängig, weiß aber gleichzeitig mehr über Kunst als letzterer. Ihre Beziehung ähnelt der eines Künstlers und eines Mäzens: Honig, der Kunstfachmann, und Schmitz, der Arbeitgeber, der davon träumt, dass Kapital und Kunst verschmelzen.
Zudem versucht Andersch in dem Text einen Kontrast zu erschaffen zwischen dem typischen Werbegraphiker und dem scheinbar neureichen Kapitalisten. Er bricht das Klischee dieser zwei typischen Figuren durch ironische Situationen und Dialoge. Ein Beispiel dafür ist die Szene, in der der Doktor Jeschke beneidet, der nicht die Bauten besichtigen muss, sondern im Wagen Kaffee trinken darf.

### Jeanne d’Arc
Schmitz, der nicht mehr der Jüngste ist, vergleicht sich selbst mit den Erbauern dieser Schlösser, die zwar zu ihrer Zeit strahlten wie momentan seine Fabrik, Jahre später allerdings vergammelten. Anders als Jaques Coeur, dessen Grab er besuchte und dem ein Denkmal gewidmet wurde, hat er keine Jeanne d’Arc, die er finanzieren könnte und wird deshalb am Ende auch nur in einem unbedeutenden, schwarzen Sarg – dem BMW – abgeholt.

### Mythos entdecken
Die Geschichte enthält wenig Spannung, eine typische Pointe in Form einer Wendung fehlt. Das Augenmerk des Textes liegt auf der Entdeckung Honigs, was Schmitz wirklich von den Bauten hält. Er realisiert, dass es in der Reise – und dem Text – eigentlich darum ging, einen „Mythos zu entdecken, den Herr Schmitz hätte finanzieren können“. Die Geschichte ist also kein typischer Text, der auf eine Pointe herausläuft, sondern eine Geschichte, die auf einen Erkenntnisvorgang zusteuert.

## Textausgaben
Der Text wurde in der Anthologie Geister und Leute zusammen mit mehreren anderen Kurztexten von Andersch publiziert.
- Geister und Leute. Zehn Geschichten. [Erstausgabe] Olten 1958.
- Geister und Leute: Zehn Geschichten. Diogenes-Verl. 2006. ISBN 3-257-23605-0

Weitere:
- Mit dem Chef nach Chenonceaux. Alltägliche Geschichten aus der BRD. Eine Anthologie. Hg.: Annie Voigtländer. Berlin, Weimar, 1976